# Канклес

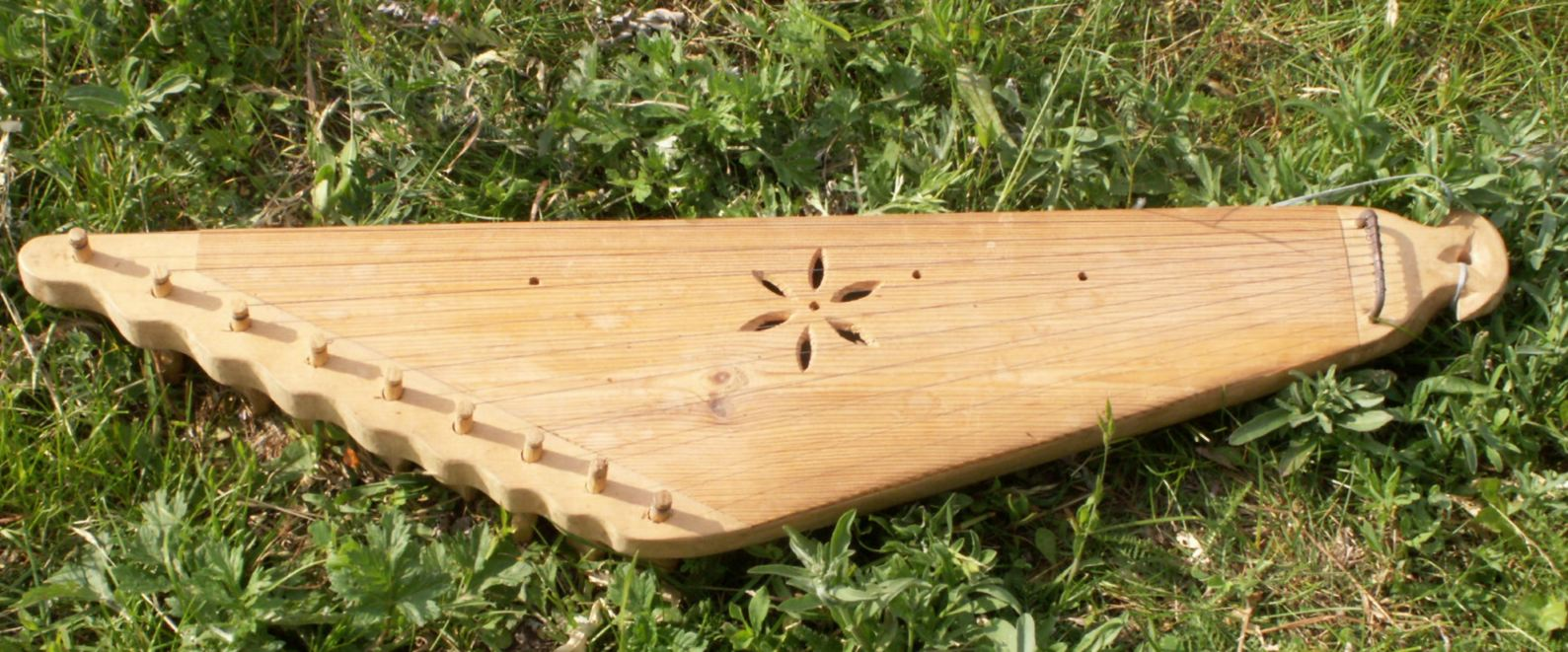
9 струн канклес

Канклес (лит. kanklės) — литовський струнний щипковий музичний інструмент.
Довжина зазвичай 800–900 мм. Налаштування інструменту діатонічна. На ранніх канклес було 4–5 струн; потім число струн збільшилося до 25.
Має значну схожість з латиським куоклес, естонським каннель, карело-фінським кантеле і росіянами крилоподібними (звончатими) гуслями.